# پارتون، کامبریا
پارتون (به انگلیسی: Parton) یک روستا و محله مدنی در بریتانیا است که در Copeland واقع شده‌است. پارتون ۹۱۴ نفر جمعیت دارد.